# Hadrodactylus spiraculator
Hadrodactylus spiraculator är en stekelart som beskrevs av Idar 1979. Hadrodactylus spiraculator ingår i släktet Hadrodactylus och familjen brokparasitsteklar. Arten är reproducerande i Sverige. Inga underarter finns listade i Catalogue of Life.